# American Colonization Society
La American Colonization Society (traducido al español como "Sociedad Americana de Colonización"), inicialmente llamada Sociedad Americana de Colonización y Liberación de las Personas de Color fue la organización relacionada con el gobierno de Estados Unidos, que estuvo encargada de la fundación de Liberia, un territorio costero del África occidental que instituyó como colonia en 1817 con el objetivo de trasladar allí a ex-esclavos negros estadounidenses. La American Colonization Society controló el desarrollo de Liberia hasta 1847 cuando fue declarada república independiente. Hasta 1867 había conseguido enviar unas 13 000 personas hacia el nuevo país. La organización fue formalmente disuelta en 1964.
Entre sus fundadores estuvieron Charles Fenton Mercer, Henry Clay, John Randolph of Roanoke y Richard Bland Lee.

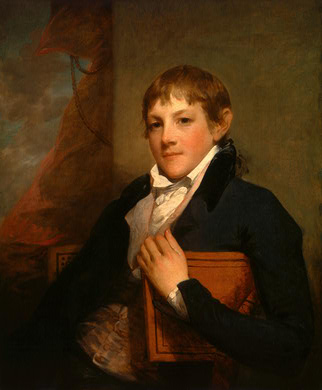
John Randolph de Roanoke
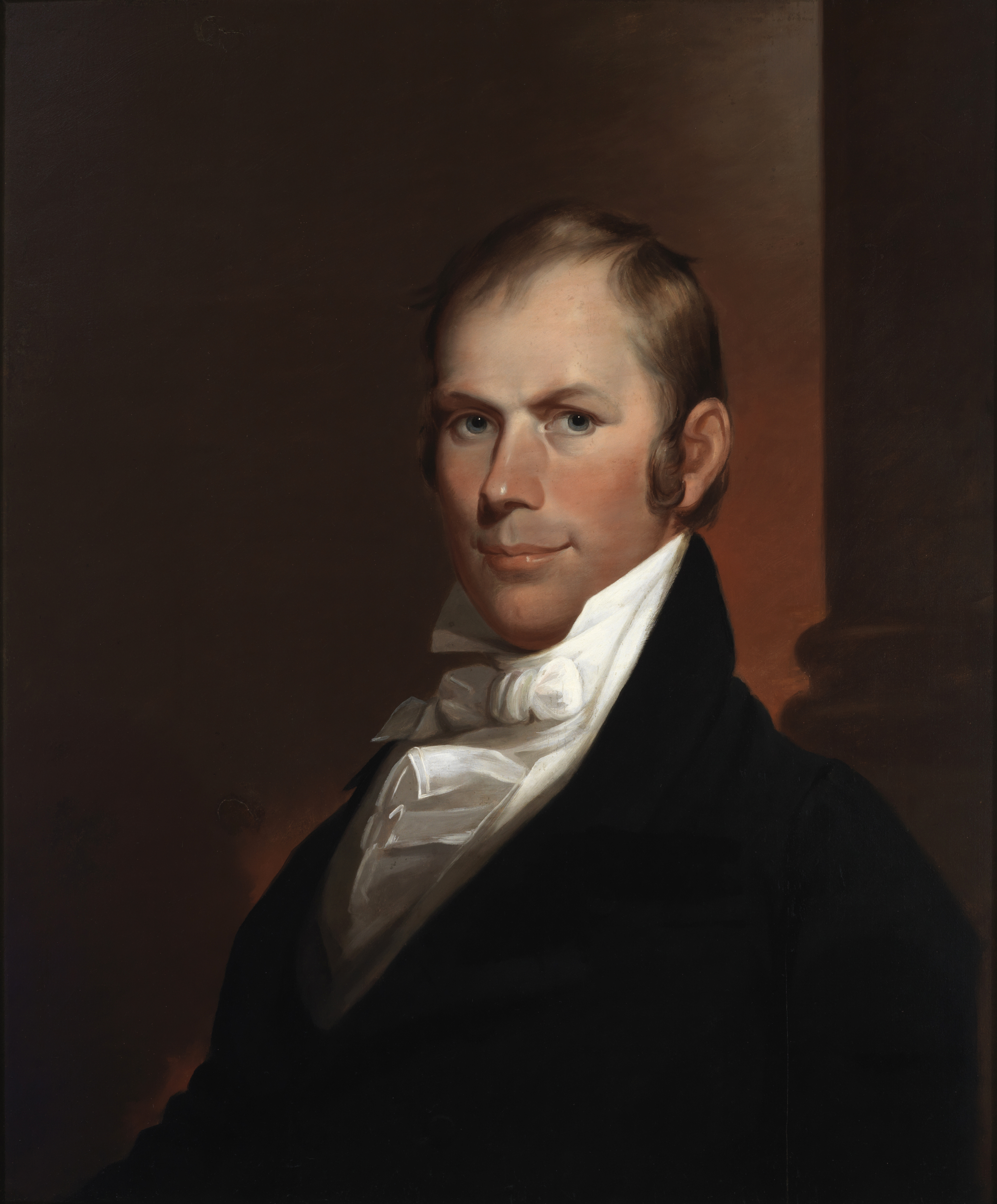
Henry Clay
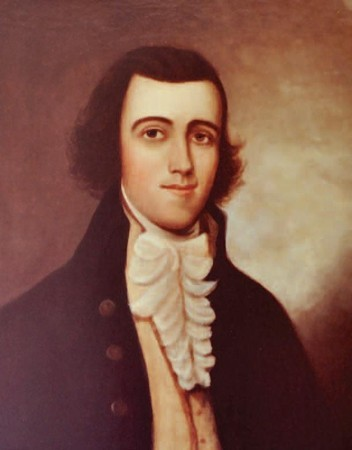
Richard Bland Lee I